# Othnielmarshia
Othnielmarshia es un género extinto de mamíferos placentarios de la familia Henricosborniidae del orden Notoungulata, que vivió durante el Paleoceno-Eoceno en Sudamérica.

## Descripción
Este animal es conocido principalmente por sus molares. Los molares de Othnielmarshia son de coronas bajas (braquiodontes) y bunolofodontes. Los molares superiores tienen un crochet generalmente débil y en muchos casos, ausente. Sólo el primer y el segundo molar presentan hipocono de manera constante. A diferencia de Henricosbornia, Othielmarshia presenta un cíngulo labial afilado. El tercer molar no posee un metástilo o este se encuentra muy débilmente desarrollado. En los molares inferiores, el hipoconúlido era más difícil de diferenciar y el entocónido más cónico y más cercado al hipoconúlido que en Henricosbornia.